# Karlův stánek
Karlův stánek je vyhlídkový pavilon situován na malé plošině na vrchu Havlín nad Zbraslavským zámkem v Praze. Je součástí areálu s křížem, který je na kamenném soklu s litinovým korpusem. Areál byl roku 1958 zapsán na seznam kulturních památek. Místo navštěvoval Vladislav Vančura, který na Zbraslavi bydlel. 

## Historie
Na vrchu Havlín se prý zastavil Karel IV. při návratu z Francie do Čech; odsud spatřil nejen cíl své cesty, jakožto Prahu, ale i hrob své matky Elišky Přemyslovny, která byla na Zbraslavi roku 1330 pochována. Jako připomínku této události nechal pavilon postavit v 70. letech 19. století tehdejší majitel zbraslavského zámku kníže Oettingen-Wallerstein. Poslední rekonstrukce byla dokončena roku 2015, kdy byla areálu navrácena jeho původní podoba. 

## Popis
Jedná se o zděný novobarokní vyhlídkový pavilon, který se rozkládá na osmiúhelníkovém půdorysu. Je přízemní se zděnými sloupy s římsovitými hlavicemi, které nesou střechu s lucernou a cibulovou střechou. Strop je dřevěný podbíjený a omítnutý. Dlažba je betonová s kruhovým reliéfem. Ve výplních parapetů jsou balustrády se čtyřmi kuželkami a na vrcholu střechy bývala klempířsky zdobená žerď s kovovým praporkem. Sokl glorietu je z lomového zdiva a stupně jsou tvořeny z cihel kladených na ostro, vazákem do čela. Nad vstupem je plastický nápis „Karlův stánek“
V ose pavilonu na východní straně stojí na žulovém hranolovitém soklu litinový kříž. Na soklu je uveden letopočet 1846.